# Oospila circumsessa
Oospila circumsessa là một loài bướm đêm trong họ Geometridae.